# Club Olympique des Transports
O Club Olympique des Transports  (em árabe  : النادي الأولمبي للنقل ), comumente abreviado como CO Transports , é um clube de futebol da Tunísia fundado em 1966 e com sede em Tunis , a capital.

## História
O clube foi fundado em 1966. [[ Sua melhor temporada até hoje foi em 1988, quando foi vice campeão da liga com o mesmo saldo de pontos,  perdendo para o Espérance no saldo de gols, na copa nacional foram campeões nós pênaltis em cima do Club Africain.
Com o título da Taça nacional, ganhou o direito de jogar a Recopa Africana de 1989, em sua estreia internacional, foram eliminados na primeira fase para o Stade Malien do Mali, por 3-0 em Bamako e 0-0 em Tunis, 3-0 no agregado.

## Títulos
| NACIONAIS | NACIONAIS       | NACIONAIS | NACIONAIS  |
|           | Competição      | Títulos   | Temporadas |
| --------- | --------------- | --------- | ---------- |
| Tunísia   | Taça da Tunisia | 1         | 1988.      |